# Itoplectis spilopus
Itoplectis spilopus är en stekelart som beskrevs av Setsuya Momoi 1973. Itoplectis spilopus ingår i släktet Itoplectis och familjen brokparasitsteklar. Inga underarter finns listade i Catalogue of Life.